# Leptaulus grandifolius
Leptaulus grandifolius là một loài thực vật có hoa trong họ Cardiopteridaceae. Loài này được Engl. mô tả khoa học đầu tiên năm 1909.